# 김초희 (아나운서)
김초희는 대한민국의 아나운서이다.

## 학력
- 고려대학교 언론대학원 방송영상학과 석사

## 경력
- TJB대전방송 리포터
- JTV 전주방송 아나운서
- KTV 국민방송 아나운서

## 진행 프로그램
- JTV 뉴스
- JTV 저녁뉴스
- JTV 8 뉴스
- SBS 뉴스퍼레이드